# 藤原善時
藤原 善時（ふじわら の よしとき、生没年不詳）は、平安時代中期の貴族。系譜関連は不詳。武蔵介を歴任。

## 経歴
安和2年（969年）3月の安和の変では前武蔵介であった善時は、左馬助源満仲と共に、中務少輔・橘繁延と左兵衛大尉・源連らによる謀反を密告。左大臣源高明らを失脚させた。恩賞として源満仲と共に位を上げられた。